# Эспос-и-Мина, Франсиско
Франси́ско Эспо́с-и-Ми́на (исп. Francisco Espoz y Mina; 17 июня 1781, близ Памплоны, Наварра — 26 декабря 1836, Барселона) — испанский генералиссимус. 

## Биография
Вместе с племянником в 1808 году сформировал добровольческий отряд (400 человек). Вел партизанскую войну (герилью) против французской армии в Наварре. Завоевал общеиспанскую известность и получил от Центральной хунты офицерский патент испанской армии. В 1811 году получил чин полковника, в 1812 бригадного генерала.
В 1813 году назначен главнокомандующим в Наварре и Аратне. Сформировал крупный отряд, с которым действовал в 1813—1814 годах на левом фланге испанской армии, однако никаких особых успехов не достиг.
После возвращения Фердинанда VII стал одним из руководителей оппозиции, пытаясь ввести в Наварре Конституцию 1812 года и сделать провинцию автономной. После провала восстания бежал во Францию. После возвращения Наполеона во Францию (1815) обратился к нему с предложением о сотрудничестве.
Когда в 1821 году испанские войска подняли восстание в Кадисе, начал партизанскую войну против центрального правительства. Был назначен генерал-капитаном Наварры, затем Галисии и в июле 1821 года стал генералиссимусом испанской армии.
Во время французской интервенции в 1823 году возглавил сопротивление в Каталонии. После разгрома испанских войск бежал в Великобританию.
В 1830—1832 годах предпринял попытку во главе отряда сторонников вторгнуться в Испанию. После амнистии в 1833 году вернулся на родину.
С 1834 года — генерал-капитан Наварры и главнокомандующий Северной армией, воевал против карлистов. 18 апреля 1835 года вышел в отставку, но вскоре получил пост генерал-капитана Каталонии. В 1836 году выступил против регентши Марины Кристины и объявил основным законом Испании Конституцию 1812 года.